# Antoine Verjus
Antoine Verjus (* 22., 23. oder 24. Januar 1632 in Paris; † 16. Mai 1706 ebenda) war ein französischer Gelehrter und Jesuit.

## Leben
Antoine Verjus wurde am 22. (Hoefer), 23. (Sommervogel) oder 24.  (Le Gobien, Moréri) Januar 1632 in Paris (nach Picot in Joigny) geboren und war ein Sohn des Bailli von Joigny, Antoine Verjus, und dessen Frau Barbe de Champrenaut. Seine Brüder waren der Diplomat Louis Verjus, der Prediger Jean Verjus und der Bischof François Verjus.
Nach dem Besuch des Jesuitenkollegs wurde er mit 19 Jahren in die Gesellschaft Jesu aufgenommen. Einige Zeit lehrte er Humaniora in der Bretagne und studierte dann Theologie. Auf königlichen Befehl schloss er sich 1672 seinem Bruder, dem Grafen von Crécy, in Deutschland an, wo er sich im diplomatischen Dienst bewährte und sich die Hochachtung protestantischer und katholischer Fürsten erwarb. Vergeblich versuchte der Bischof von Paderborn, und Koadjutor in Münster, Ferdinand von Fürstenberg, ihn in seine Umgebung zu ziehen.
Nach Paris zurückgekehrt, war Verjus später wegen seiner Begabung im Briefeschreiben Sekretär des Père de La Chaise (Beichtvater König Ludwigs XIV.), von 1678 bis 1702 Missionsprokurator der Levantemission (Procurator Missionum Orientalium) und von 1705 bis zu seinem Tod 1706 der Chinamission in Paris (Nachfolger: Charles Le Gobien bis 1708). Leibniz führte einen Briefwechsel mit ihm über China.
Diese Missionen, denen es vielerorts an Mitarbeitern mangelte, veränderten bald ihr Gesicht. Er gründete neue Niederlassungen und stellte Geistliche für die entstehenden Kirchen bereit. Er begnügte sich nicht mit den üblichen Mitteln, die Frankreich ihm zur Verfügung stellte, um Missionare nach Indien zu schicken; er versuchte, neue Routen durch Polen, Persien und das Rote Meer zu eröffnen. Selbst England, obwohl im Krieg mit Frankreich, nahm manchmal die Missionare auf seinen Schiffen auf, die Pater Verjus bis ans Ende der Welt schickte.
Verjus veröffentlichte neben hagiographischen Werken über Michel Le Nobletz und Francisco de Borja einige französische und lateinische Manifeste, teilweise zusammen mit deutschen Jesuiten, gegen die Ansprüche des Wiener Hofes. Außerdem gab er die Panegyriken seines verstorbenen Bruders Jean heraus.
Er starb, schon länger an Asthma leidend, plötzlich am 16. Mai 1706 im Professhaus der Jesuiten in Paris. 

## Werke
- La Vie De Monsieur Le Nobletz, Prestre Et Missionnaire De Bretagne, Paris 1666.
- La vie de s. François de Borgia, dediée au Roy. Paris, 1672.
- Remarques sur la réponse donnée à Pufendorf au nom de l’empereur, sur le sujet de l’enlèvement du prince Guillaume de Furstemberg ; s. l., 1674.
- Traité curieux sur l’Enlevement du Prince de Furstemberg ; Villefranche, 1676.